# Porter Peter Lowry
Dr. Porter Prescott Lowry (o Porter P. Lowry II) (1956 -) es un botánico, explorador, profesor estadounidense.
En 1978, obtuvo su B.S., en la Universidad de Illinois, y allí mismo en 1982 su M.S.. y en 1986 su Ph.D., en la Universidad de Washington.
Desarrolla su actividad científica como profesor Adjunto Asociado, en el Departamento de Biología, de la Universidad de Misuri, en St. Louis; y trabaja a tiempo parcial como "Investigador Asociado, del Museo Nacional de Historia Natural de Francia, en París; y como "Investigador Honorario Asociado, en los Reales Jardines Botánico de Kew, Inglaterra. Y es especialista en taxonomía de Araliaceae; y muy especialmente trabaja en las flora de Madagascar y de Nueva Caledonia.

## Algunas publicaciones
- Buerki, S, PP Lowry II, S Andriambololonera, PB Phillipson, L Vary, MW Callmander. 2011. How to kill two genera with one tree: clarifying generic circumscriptions within an endemic Malagasy clade of Sapindaceae. Bot. J. Linn. Soc 165: 223-234
- Lowry, PP, J Munzinger. 2011. Exploration by the Santo 2006 botany team. P. 75 in Ph. Bouchet, H. Le Guyader and O. Pascal (eds.), The Natural History of Santo. MNHN, Paris; IRD Editions, Marseilles; Pro-Natura International, Paris
- Munzinger, J, PP Lowry, J-N Labat. 2011. Principal vegetation types occurring on Santo. Pp 76-88 in Ph. Bouchet, H. Le Guyader and O. Pascal (eds.), The Natural History of Santo. MNHN, Paris; IRD Editions, Marseilles; Pro-Natura International, Paris
- Lowry, PP, GM Plunkett. 2011. The flora of Santo. Focus on Araliaceae: several genera exemplify Santo’s Melanesian biogeographic relations. Pp. 90-92 in Ph. Bouchet, H. Le Guyader and O. Pascal (eds.), The Natural History of Santo. MNHN, Paris; IRD Editions, Marseilles; Pro-Natura International, Paris
- Callmander, MW, PB Phillipson, GE Schatz, S Andriambololonera, M Rabarimanarivo, N Rakotonirina, J Raharimampionona, C Chatelain, L Gautier, PP Lowry. 2011. The endemic and non-endemic vascular flora of Madagascar updated. Plant Ecol. Evol. 144: 121-125
- Barrabé, L, A Mouly, PP Lowry, J Munzinger. 2011. Reinstatement of the endemic New Caledonian genus Thiollierea Montrouz. (Rubiaceae) necessitated by the polyphyly of Bikkia Reinw. as currently circumscribed. Adansonia, sér. 3, 33: 115-134
- Jérémie, J, PP Lowry, F Tronchet. 2008. Species plantarum: flora of the world. Amborellaceae. Parte 14 de Species plantarum: flora of the world. Editor Conservatoire et jardin botaniques de la ville de Geneve, 7 pp. ISBN 2827704536
- Lowry, PP, F Randriatafika, J Rabenantoandro. 2008. Conservation status of vascular plant species from the QMM/Rio Tinto mining area at Mandena, Tolagnaro (Fort Dauphin) region, southeast Madagascar. Madagascar Conserv. Develop. 3: 55-63
- Swenson, U, PP Lowry, J Munzinger, C Rydin, IV Bartish. 2008. Phylogeny and generic limits in the Niemeyera complex of New Caledonian Sapotaceae: evidence of multiple origins of the anisomerous flower. Mol. Phylogenet. Evol. 49: 909-929
- Munzinger, J, GD McPherson, PP Lowry. 2008. A second species in the endemic New Caledonian genus Gastrolepis (Stemonuraceae) and its implications for the conservation status of high altitude maquis vegetation: coherent application of the IUCN Red List criteria is urgently needed in New Caledonia. Bot. J. Linn. Soc. 157: 775-783
- Change adaptation for conservation in Madagascar. Biol. Letters (publ. on-line)
- Shang, C-B, PP Lowry. 2007. Araliaceae. Flora of China 13: 435-491
- Callmander, MW, GE Schatz, PP Lowry, MO Laivao, J Raharimampionona, S Andriambololonera, T Raminosoa, TK Consiglio. 2007. Identification of priority areas for plant conservation in Madagascar using IUCN Red List criteria: rare and threatened Pandanaceae indicate sites in need of protection. Oryx 42: 168-176 [+ 5 pp. suppl. on-line]
- Oskolski, AA, EL Kotina, IV Fomichev, F Tronchet, PP Lowry. 2007. Systematic implications of wood and bark anatomy in the Pacific island genus Meryta (Araliaceae). Bot. J. Linn. Soc. 153: 363-379
- Randrianasolo, A, PP Lowry. 2006. Operculicarya (Anacardiaceae) revisited: an updated taxonomic treatment, with descriptions of two new species. Adansonia, sér. 3, 359-371
- Schatz, GE, PP Lowry. 2006. Endemic families of Madagascar. X. Two new species of Rhopalocarpus (Sphaerosepalaceae). Adansonia, sér. 3, 329-336
- Consiglio, T, GE Schatz, G McPherson, PP Lowry, J Rabenantoandro, ZS Rodgers. 2006. Deforestation and plant diversity of Madagascar’s Littoral Forests. Conserv. Biol. 20: 1799-1803
- Lowry, PP, C.B. Shang. 2006. Contributions to the study of Chinese Araliaceae: New species and synonyms in Brassaiopsis and Schefflera. Acta Phytotax. Sin. 44: 641-648
- Liu, M, GM Plunkett, PP Lowry, B.E. van Wyk, PM Tilney. 2006. The taxonomic value of fruit wing types in the order Apiales. Amer. J. Bot. 93: 1357-1368
- Wen, J, PP Lowry. 2006. New species and new combinations in Brassaiopsis (Araliaceae) from Vietnam and southwestern China. Adansonia, sér. 3: 28: 181-190
- Callmander, MW, GE Schatz, PP Lowry. 2005 (2006). IUCN Red List assessment and the Global Strategy for Plant Conservation: taxonomists must act now. Taxon 54: 1047-1050
- Tronchet, F, GM Plunkett, J Jérémie, PP Lowry. 2005. Monophyly and major clades of Meryta (Araliaceae). Syst. Bot. 30: 657-670
- Plunkett, GM, PP Lowry, DG Frodin, J Wen. 2005. Phylogeny and geography of Schefflera: pervasive polyphyly in the largest genus of Araliaceae. Ann. Missouri Bot. Gard. 92: 202-224
- Lowry, PP, GM Plunkett, V Raquet, TS Sprenkle, J Jérémie. 2004. Inclusion of the endemic New Caledonian genus Pseudosciadium Baill. in Delarbrea Vieill. (Apiales, Myodocarpaceae). Adansonia, sér. 3, 26: 251-256
- Yi, T, PP Lowry, GM Plunkett, J Wen. 2004. Chromosomal evolution in Araliaceae and close relatives. Taxon 53: 987-1005
- Plunkett, GM, PP Lowry, NV Vu. 2004. Phylogenetic relationships among Polyscias (Araliaceae) and close relatives from the western Indian Ocean Basin . Intl. J. Plant Sci. 165: 861-873
- Lowry, PP, GM Plunkett, J Wen. 2004. Generic relationships in Araliaceae: looking into the crystal ball. S. Afr. J. Bot. 70: 382-392
- Schatz, GE, PP Lowry. 2004. A synoptic revision of the genus Brexia (Celastraceae) in Madagascar. Adansonia, sér. 3, 26: 67-81
- McPherson, G, PP Lowry. 2004. Hooglandia, a newly discovered genus of Cunoniaceae from New Caledonia. Ann. Missouri Bot. Gard. 91: 260-265
- Sweeney, P, J Bradford, PP Lowry. 2004. Position of the New Caledonian endemic genus Hooglandia (Cunoniaceae) as determined by phylogenetic analysis of chloroplast DNA. Ann. Missouri Bot. Gard. 91: 266-274
- Plunkett, GM, J Wen, PP Lowry. 2004. Infrafamilial classifications and characters in Araliaceae: Insights from the phylogenetic analysis of nuclear (ITS) and plastid (trnL-trnF) sequence data. Pl. Syst. Evol. 245: 1-39
- Lowry, PP, PP Smith. 2003. Closing the gulf between botanists and conservationists. Conserv. Biol. 17: 1175-1176
- Wen, J, C Lee, PP Lowry, NT Hiep. 2003. Inclusion of the Vietnamese endemic Grushvitzkya in Brassaiopsis (Araliaceae): evidence from nuclear ribosomal and chloroplast DNA. Bot. J. Linn. Soc. 142: 455-463
- Schatz, GE, PP Lowry. 2002. A synoptic revision of the genus Buxus L. (Buxaceae) in Madagascar and the Comoro Islands. Adansonia, sér. 3, 24: 179-196
- Lowry, PP, GE Schatz, A.E. Wolf. 2002. Endemic families of Madagascar. VIII. A synoptic revision of Xyloolaena Baill. (Sarcolaenaceae). Adansonia, sér. 3, 24: 7-19
- Wen, J, PP Lowry, J Walck, K-O Yoo. 2002. Phylogenetic and biogeographic diversification in Osmorhiza (Apiaceae). Ann. Missouri Bot. Gard. 89: 414-428
- Lowry, PP. 2001. A time for taxonomists to take the lead. Oryx 35: 273-274
- Schatz, GE, PP Lowry, A.E. Wolf. 2001. Endemic families of Madagascar. VII. A synoptic revision of Leptolaena (Sarcolaenaceae). Adansonia, sér. 3, 23: 171-189
- Lowry, WP, PP Lowry. 2001. Fundamentals of Biometeorology. Vol. 2. The Biological Environment. Peavine Publ./Missouri Botanical Garden, St. Louis, Missouri, USA. 680 pp.
- Eibl, J, GM Plunkett, PP Lowry. 2001. Evolution of Polyscias sect. Tieghemopanax (Araliaceae) based on nuclear and chloroplast DNA sequence data. Adansonia, sér. 3, 23: 23-48
- Plunkett, GM, PP Lowry, MK Burke. 2001. The phylogenetic status of Polyscias (Araliaceae) based on nuclear ITS sequence data. Ann. Missouri Bot. Gard. 88: 213-230
- Plunkett, GM, PP Lowry. 2001. Relationships among "ancient araliads" and their significance for the systematics of Apiales. Mol. Phylogen. Evol. 19: 259-276
- Schatz, GE, PP Lowry, A.E. Wolf. 2000. Endemic families of Madagascar. VI. A synoptic revision of Rhodolaena (Sarcolaenaceae). Adansonia, sér. 3, 22: 239-252
- Lowry, PP, T Haevermans, J-N Labat, GE Schatz, J-F Leroy, A-E Wolf. 2000. Endemic families of Madagascar. V. A synoptic revision of Eremolaena, Pentachlaena and Perrierodendron (Sarcolaenaceae). Adansonia, sér. 3, 22: 11-31

### Libros
- Lowry, WP, PP Lowry. 1989. Fundamentals of Biometeorology: Interactions of Organisms and the Atmosphere : The Physical Environment. Ed. Peavine Pubns. ISBN 0-88200-203-1

## Honores
Miembro de
- American Society of Plant Taxonomists
- International Association for Plant Taxonomy
- Association for the Taxonomic Study of the Flora of Tropical Africa (AETFAT)
- Society for Conservation Biology
- Société Française de Systématique

- La abreviatura «Lowry» se emplea para indicar a Porter Peter Lowry como autoridad en la descripción y clasificación científica de los vegetales.[1]